# Typhlonarke
Genre
Typhlonarke est un genre de raies ayant une forme de torpille. Ce sont des raies électriques.

## Liste des espèces
- Typhlonarke aysoni (A. Hamilton, 1902)
- Typhlonarke tarakea Phillipps, 1929